# Eislauf-Verein Dresden

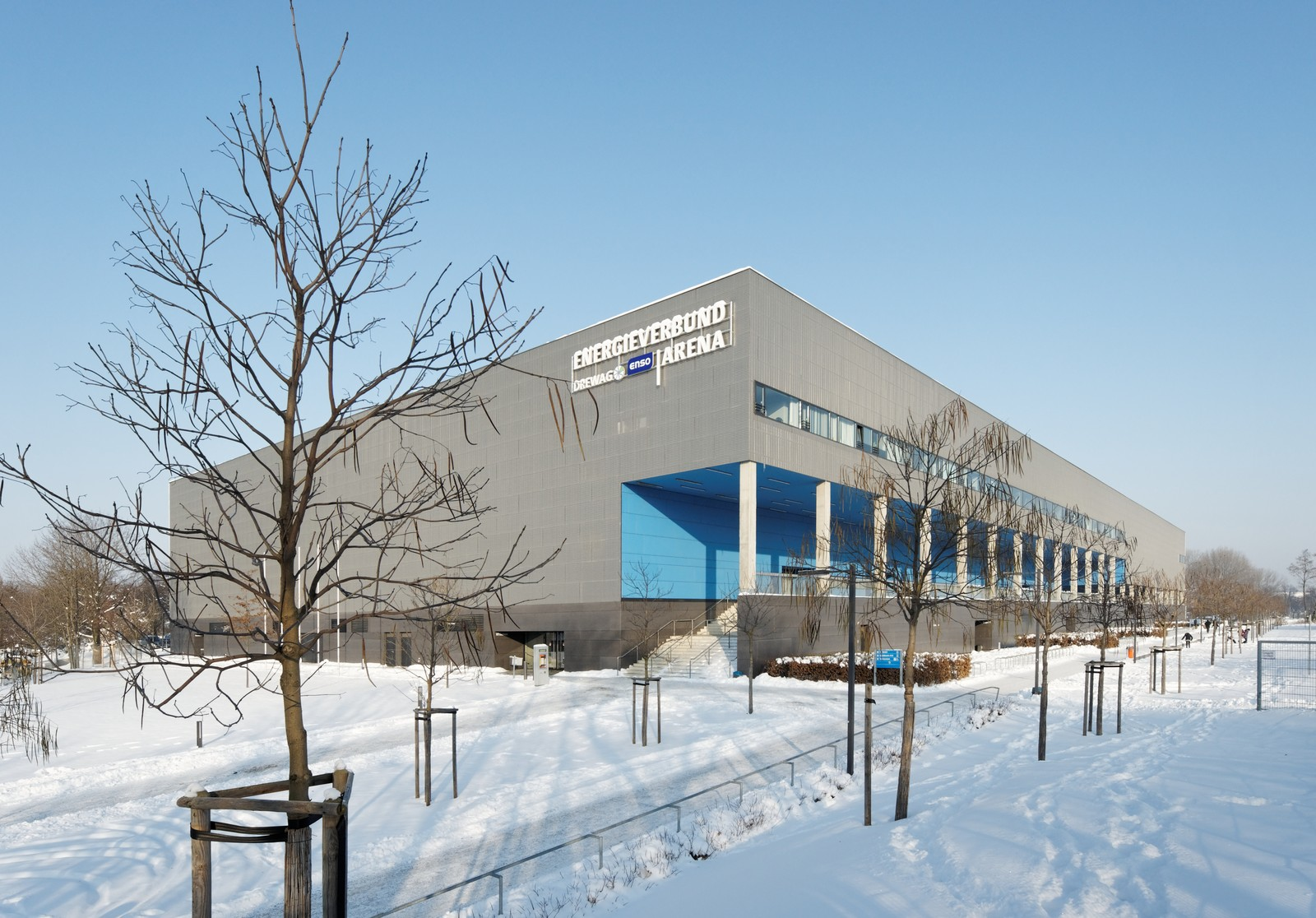
Der Eislauf-Verein Dresden ist mit seinem Trainingsbetrieb in der EnergieVerbund Arena beheimatet.

Der Eislauf-Verein Dresden (kurz: EVD) ist ein 2001 gegründeter Dresdner Sportverein mit Schwerpunkt Eislaufen, in dem Shorttrack und Eisschnelllauf auf leistungssportlichem Niveau betrieben werden. Dritte Abteilung ist das Speedskating. An den meisten internationalen Erfolgen deutscher Shorttracker seit den 2000er Jahren, die es vor allem bei Shorttrack-Europameisterschaften und vereinzelt auch bei Shorttrack-Weltmeisterschaften und im Shorttrack-Weltcup gab, hatten EVD-Läufer wesentlichen Anteil. Der Verein gilt daher als Topclub der deutschen Shorttracker.

## Vorgeschichte
Ein früher Vorgänger des Eislauf-Vereins Dresden war die im November 1970 gegründete Sektion Eisschnelllauf des SC Einheit Dresden, bei dem u. a. auch Ruderer und Leichtathleten erfolgreich trainierten. Die stärksten Eisschnellläuferinnen dieses einstigen Dresdner Bezirkssportclubs – namentlich Karin Enke, Christa Luding-Rothenburger und Andrea Ehrig-Mitscherlich – hatten in den 1980er Jahren die Weltspitze dominiert. Sie fuhren dabei u. a. 15 Olympiamedaillen, 15 Weltmeistertitel und 37 Weltcup-Siege ein.
Infolge eines DTSB-Beschlusses, wonach die Wintersport-Sektionen der Sportclubs in separate Clubs überführt werden sollten, gründete sich am 28. Oktober 1989 – knapp zwei Wochen vor dem Mauerfall – der ESC Dresden. In diesem Verein waren die Abteilungen Eiskunstlauf, Eisschnelllauf und Eishockey organisiert. Mit dem Shorttrack begann der ESC im Jahr 1991. Nachdem bereits am 18. Januar 1999 die Eiskunstläufer mit dem Dresdner Eislauf-Club e. V. ihren eigenen Verein gegründet hatten, vollzogen die Eisschnellläufer und Shorttracker des ESC Dresden den gleichen Schritt und machten sich am 6. April 2001 als Eislauf-Verein Dresden selbstständig.

## Rahmenbedingungen

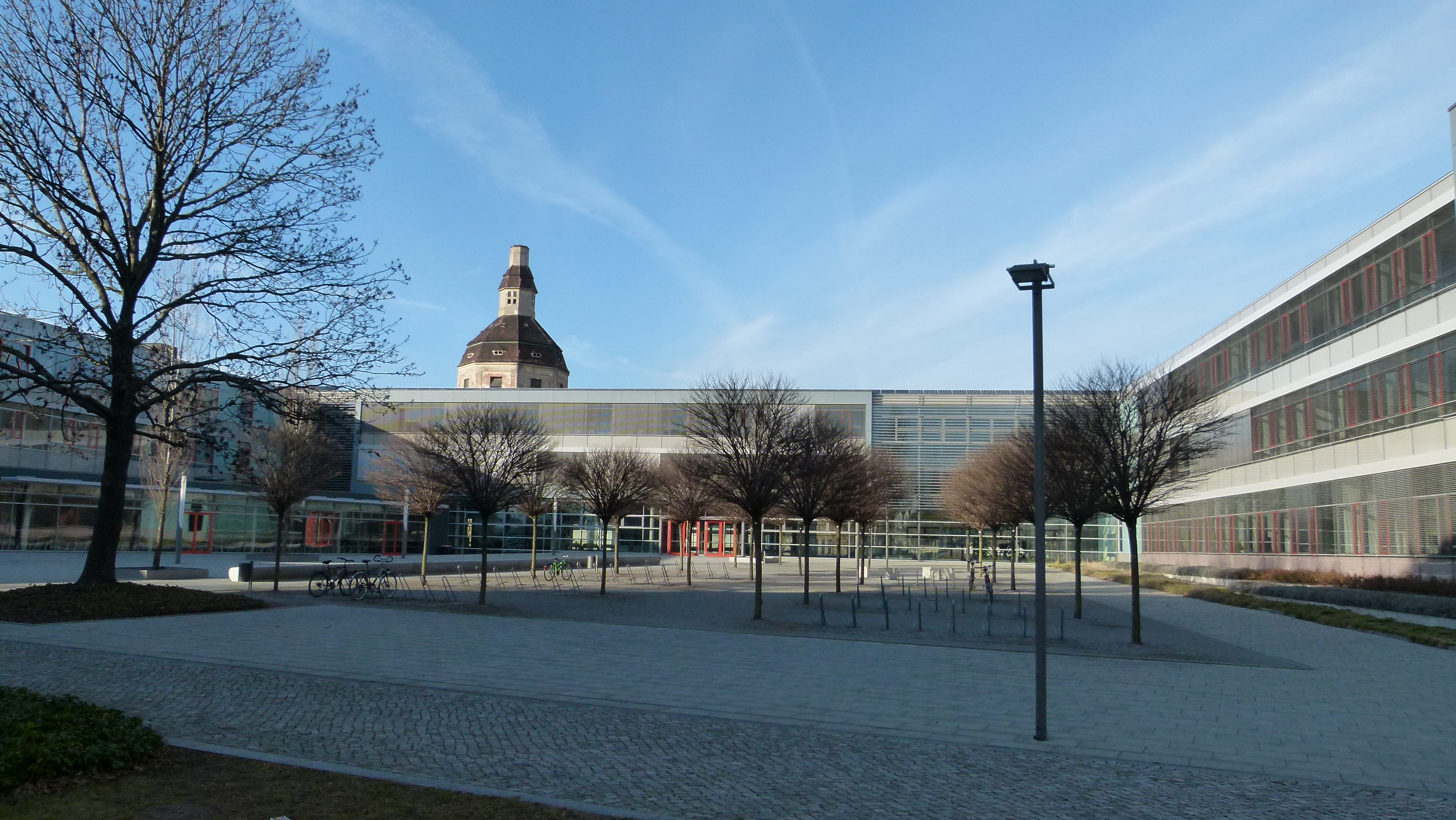
Viele EVD-Talente lernen am Sportgymnasium Dresden, wo Shorttrack und Eisschnelllauf zu den Schwerpunktsportarten zählen.

In Dresden befindet sich ein Bundesstützpunkt für Shorttrack. Anfangs trainierten die EVD-Sportler noch in der Eissporthalle Pieschener Allee, die jedoch beim Elbhochwasser 2002 beschädigt und 2008 abgerissen wurde. Von 2005 bis 2007 entstand mit der EnergieVerbund Arena eine moderne Trainings- und Wettkampfstätte, zu deren Nutzern der Eislauf-Verein Dresden und der Shorttrack-Bundesstützpunkt gehören. Die Speedskater trainieren auf einer 250-Meter-Asphaltbahn im Ostragehege.
Der EVD liegt im Shorttrack an der nationalen Spitze und genießt unter den Aktiven dieser Sportart ein entsprechend hohes Renommee, weshalb er bundesweit Talente anzieht. Zu den Vorzügen gegenüber anderen Vereinen zählen tägliches Training, finanzielle Förderung und ein professionelles Umfeld. Im Jahr 2010 arbeiteten 14 lizenzierte Trainer beim EVD, davon acht mit A-Lizenz. Fünf Trainer sind hauptamtlich beschäftigt. Als wichtiges Shorttrack-Zentrum in Deutschland war Dresden 2010 und 2014 Gastgeber der Shorttrack-EM und ist seit 2008 mehrfach Gastgeber von Shorttrack-Weltcuprennen gewesen.
Viele Talente des Vereins besuchen die Sportoberschule oder das Sportgymnasium Dresden, eine Eliteschule des Sports, zu deren Schwerpunktsportarten sowohl Shorttrack als auch Eisschnelllauf gehören. Der Verein veranstaltet jährlich den Elbe-Pokal im Eisschnelllauf, der Anfang 2013 seine 20. Auflage erlebte. Unterstützung organisatorischer und finanzieller Art erhält der EVD vom Kufenflitzer e. V. – Förderverein Eisschnelllauf Dresden 1999.

## Sportler und ihre Erfolge

### Eisschnelllauf
Als erfolgreichster Eisschnellläufer des Vereins gilt Jens Boden, der bei den Olympischen Winterspielen 2002 über 5000 Meter die Bronzemedaille errang und 2003 deutscher Meister über dieselbe Distanz geworden war. Beim EVD war er Trainingspartner von Björn Morgenstern, 2007 beendete er seine Karriere. Frank Steiner wurde bei den Deutschen Meisterschaften im Eisschnelllauf 2009 jeweils Zweiter über 2 × 500 Meter und 1000 Meter sowie im Sprint-Mehrkampf. Clemens Gawer ist deutscher Vizemeister 2016 über 10.000 Meter.

### Shorttrack

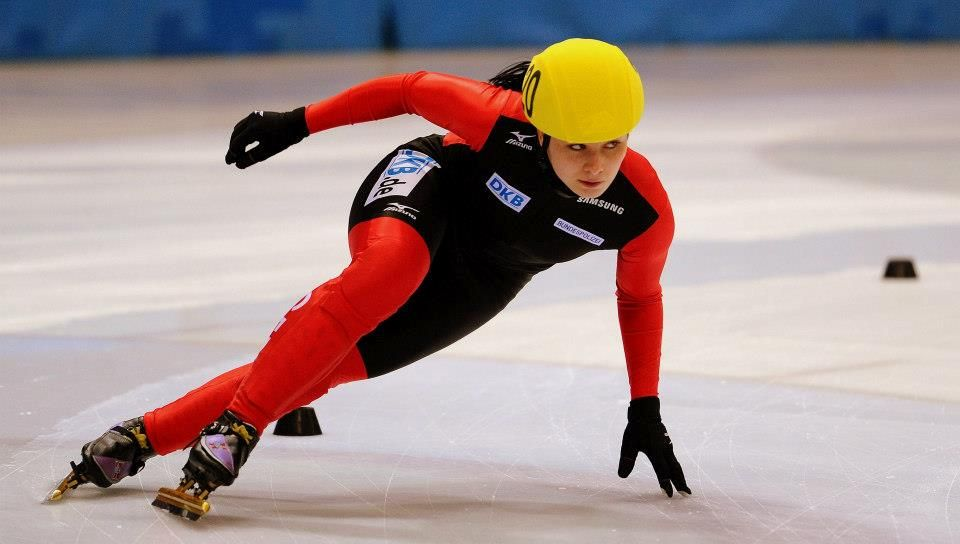
EVD-Läuferin Bianca Walter gewann bei den Shorttrack-Europameisterschaften 2010 in heimischer Halle die Goldmedaille mit der Staffel.

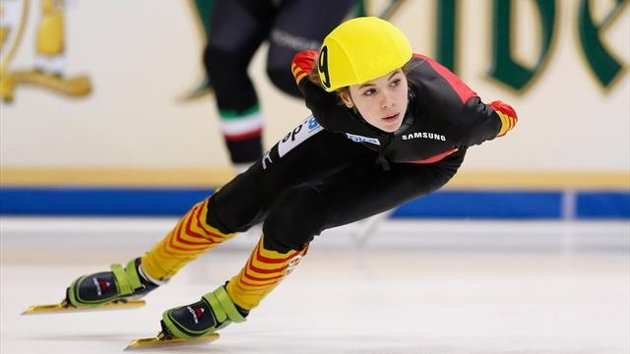
EVD-Talent Anna Seidel qualifizierte sich als einzige deutsche Shorttrackerin für die Olympischen Winterspiele 2014 in Sotschi.

Yvonne Kunze holte als für Deutschland startende EVD-Läuferin bei den Shorttrack-Europameisterschaften 2002 mit der Staffel die Bronzemedaille, ebenfalls Rang drei belegte sie bei der EM im Folgejahr im Einzel über 3000 Meter. Bei den Shorttrack-Europameisterschaften 2004 errang Kunze erneut die Bronzemedaille mit der Staffel, der u. a. auch ihre Dresdner Vereinskameradin Christin Priebst angehörte. Bei der WM 2004 wurde Yvonne Kunze über 500 Meter Achte und über 1000 Meter Siebente. Bei den Shorttrack-Europameisterschaften 2005 belegte sie gleich zwei dritte Plätze: im Einzel über 1000 Meter und zum wiederholten Mal mit der Staffel, gemeinsam mit ihren Vereinskameradinnen Christin Priebst und Tina Grassow sowie der Rostockerin Aika Klein.
Robert Seifert wurde 2006 Shorttrack-Juniorenweltmeister. Bei der EM 2006 fuhr Tyson Heung seinen ersten Podiumsplatz ein, als er mit der deutschen Staffel, der u. a. auch der gebürtige Dresdner Sebastian Praus (Eislaufverein Olympia Mainz) angehörte, als Dritter ins Ziel kam. In der Saison 2006/07 gewann Heung die Weltcup-Gesamtwertung über 500 Meter und war damit der erste Deutsche, der einen solchen Erfolg im Shorttrack erzielen konnte.
Am Doppelsieg der deutschen Staffeln bei den Shorttrack-Europameisterschaften 2007 hatten die Dresdner Läufer entscheidenden Anteil. Das Damenquartett bestand aus den drei Dresdnerinnen Christin Priebst, Tina Grassow und Julia Riedel sowie aus Susanne Rudolph (EHC Klostersee Grafing). Im Herrenquartett starteten neben dem Wahl-Mainzer Sebastian Praus die EVD-Shorttracker Robert Becker, Paul Herrmann und Tyson Heung.
Bei den Shorttrack-Europameisterschaften 2008 lief Heung über 500 Meter ebenso auf den dritten Platz wie die deutsche Damenstaffel, an der wieder die Dresdnerinnen Priebst und Grassow mitwirkten. Zur EM im Folgejahr erreichte die Damenstaffel die Silbermedaille, diesmal unter Mitwirkung der beiden EVD-Shorttrackerinnen Christin Priebst und Bianca Walter. Die 5000-Meter-Staffel der Shorttrack-WM 2009 beendeten Tyson Heung, Paul Herrmann und ihre Mitstreiter als Vierte. Von Dresdner Shorttrackern dominiert waren auch die deutschen Mannschaften, die bei den Shorttrack-Teamweltmeisterschaften 2007, 2009 und 2010 an den Start gegangen waren.
Die Dresdner Läufer absolvierten in heimischer Halle die EM 2010 und verpassten dabei sehr knapp die Wiederholung des EM-Doppelerfolgs von 2007. Während die deutsche Damenstaffel mit der Rostockerin Aika Klein sowie den EVD-Shorttrackerinnen Julia Riedel, Christin Priebst und Bianca Walter ihren Wettbewerb gewann, fehlte den Männern (Sebastian Praus/Mainz sowie die Dresdner Tyson Heung, Paul Herrmann und Robert Seifert) weniger als eine Zehntelsekunde zum Sieg. In der gleichen Besetzung erliefen sie in der 5000-Meter-Staffel bei der WM 2010 die Bronzemedaille. Bei den Titelkämpfen im Folgejahr wurde die deutsche Herrenstaffel, für die diesmal statt Sebastian Praus der Oberstdorfer Christoph Milz an der Seite der drei EVD-Athleten lief, Vizeweltmeister über 5000 Meter.
Bei der EM 2011 bestand die deutsche Damenstaffel erstmals ausschließlich aus Mitgliedern des Eislauf-Vereins Dresden. Erneut dabei waren Julia Riedel, Christin Priebst und Bianca Walter, Elisa Lenke komplettierte das Quartett. Am Ende belegte es Rang vier, im Folgejahr gab es das gleiche Ergebnis. Bei der EM 2013 holte die deutsche Damenstaffel u. a. mit Bianca Walter die Silbermedaille. Auch die deutsche Herrenstaffel, bestehend aus den drei Dresdnern Becker, Herrmann und Seifert sowie dem Rostocker Torsten Kröger, war 2011 Vierter geworden. Bei den Shorttrack-Europameisterschaften 2012 erkämpfte sie dann in derselben Besetzung die Bronzemedaille. Dieses Resultat wiederholte sie, allerdings nur noch unter Mitwirkung von Herrmann und Seifert, bei der EM 2014, die zum zweiten Mal in Dresden stattfand.
Anna Seidel (* 1998) war bei den Olympischen Winterspielen 2014 das zweitjüngste Mitglied im deutschen Kader. Sie hatte sich als einzige Shorttrackerin aus Deutschland für die Spiele qualifiziert, bei denen sie auf der 1500-Meter-Distanz den nationalen Rekord verbesserte, den zuvor ihre Vereinskameradin Christin Priebst gehalten hatte. Beim Weltcup im Dezember 2015 in Nagoya erzielte Anna Seidel mit Platz zwei über 500 Meter das bis dahin beste Weltcup-Ergebnis der deutschen Shorttrack-Damen.

## Besonderheiten
Die Sportler trainieren unter der Leitung des Olympiasiegers André Hoffmann. Die Junioren erreichen internationale Erfolge. 